# Козолупова, Марина Семёновна
Марина Семёновна Козолупова (25 апреля 1918, Оренбург — 26 октября 1978, Москва) — российская скрипачка. Младшая из трёх дочерей виолончелиста Семёна Козолупова и пианистки Надежды Николаевны Козолуповой-Федотовой.  Заслуженная артистка РСФСР (1966).

## Биография
Окончила Московскую консерваторию, ученица Константина Мостраса и Мирона Полякина.
В 1937 г. входила в состав советской делегации на Международном конкурсе скрипачей имени Изаи в Брюсселе, лауреат 5-й премии.
Записала, в частности, Концерт для скрипки с оркестром Людвига ван Бетховена (1948, дирижёр Кирилл Кондрашин), его же Сонату № 6 Op. 30 No. 1 и сонату Иоганна Себастьяна Баха BWV 1016 (1950, с Марией Юдиной), сонату Сезара Франка (1947, с Розой Тамаркиной), выступала и записывалась также в дуэте со своей старшей сестрой Ириной Козолуповой (1910—1993).
Преподавала в Московской консерватории, с 1967 г. профессор.
Умерла в 1978 году. Похоронена на Введенском кладбище (15 уч.).

## Награды
- орден Трудового Красного Знамени (28.12.1946)
- два ордена «Знак Почёта» (03.06.1937 — за исключительные успехи в области музыкального искусства, 09.07.1954)
- медаль «За трудовую доблесть» (17.11.1949)[1]
- Заслуженная артистка РСФСР (1966)